# Os Três Mosqueteiros (2011)
The Three Musketeers (br/pt:Os Três Mosqueteiros) é um filme de aventura baseado no romance de mesmo nome escrito por Alexandre Dumas e que teve lançamento no dia 14 de Outubro de 2011. Foi lançado em formato 3D. O filme é estrelado por Matthew Macfadyen, Logan Lerman, Ray Stevenson e Luke Evans (como protagonistas); e Milla Jovovich, Orlando Bloom e Christoph Waltz (como antagonistas). Apesar de receber críticas negativas por conta da adaptação do enredo original, o filme obteve um relativo sucesso de bilheteria.

## Sinopse
O jovem D'Artagnan, depois de sair da Gasconha e viajar para Paris, conhece os mosqueteiros Athos, Aramis e Porthos, e tentam impedir que o Cardeal Richelieu e sua agente Milady de Winter causem uma guerra entre a França e a Inglaterra.

## Elenco
- Logan Lerman - D'Artagnan
- Matthew Macfadyen - Athos
- Ray Stevenson - Porthos
- Luke Evans - Aramis
- Gabriella Wilde - Constance Bonacieux
- Milla Jovovich - Milady de Winter
- Christoph Waltz - Cardeal de Richelieu
- Orlando Bloom - Duque de Buckingham
- Mads Mikkelsen - Capitão Rochefort
- Juno Temple - Rainha Ana
- Freddie Fox - Rei Luís XIII
- James Corden - Planchet

## Recepção
O Metacritic, que usa uma média ponderada, atribuiu ao filme uma pontuação de 35 em 100, baseado em 15 críticos, indicando críticas "geralmente desfavoráveis".